# Svartir englar
Svartir englar (Engels: Black Angels) is een IJslandse zesdelige tv-misdaadserie gebaseerd op de boeken van Ævar Örn Jósepsson.
De serie is in het voorjaar van 2008 opgenomen en van september tot oktober 2008 uitgezonden door de RUV, de IJslandse publieke radio- en televisiezender. De serie is ook op dvd uitgebracht met Nederlandstalige ondertiteling.

## Verhaallijn
De serie speelt in Reykjavík en volgt een team van vier rechercheurs van verschillende leeftijden en verschillende achtergronden, die zich richten op ernstige delicten die verband houden met internationale criminele organisaties. De zes afleveringen van de serie behandelen het onderzoek van twee ernstige zaken tegen de achtergrond van de onderlinge geschillen en relaties binnen het team.
De eerste zaak gaat over wat op het eerste gezicht lijkt op een zelfmoordgeval van iemand die van een flatgebouw is gesprongen. Nadat er in het appartement van het slachtoffer bloed wordt aangetroffen wekt dat argwaan en vervolgens blijkt dat er connecties met het criminele milieu zijn. Als dan ook de beste vriend en zakenpartner van het slachtoffer dood wordt aangetroffen wordt de zaak pas echt ingewikkeld en blijft het aantal verdachten groeien.
De tweede zaak betreft een verdwijning. Onder grote druk van hun superieuren ontdekt het team dat de vermiste vrouw, een systeemanalist bij een groot IJslands bedrijf, in opdracht van de overheid werkt aan het maken van software om terroristische activiteiten online te volgen. Als de vrouw dood blijkt te zijn lijken haar collega's verdrietiger over het feit dat haar laptop is verdwenen. Niets is wat het lijkt en nadat het onderzoek zich heeft gericht op de contacten van de vrouw met het Pentagon blijkt de moordenaar zich dichterbij te bevinden dan wie dan ook had gedacht.